# 小野田嘉幹
小野田 嘉幹（おのだ よしき、1925年7月12日 - ）は、日本の映画監督、脚本家。弟は平田昭彦、妹は音羽美子。妻は三ツ矢歌子（2004年死別）。

## 人物・来歴
1925年（大正14年）7月12日、東京府東京市（現在の東京都）に「小野田正彦」として生まれる。誕生後に朝鮮（現在の大韓民国）に渡り、2年後の1927年（昭和2年）12月16日には京城府（現在のソウル特別市）で弟の昭彦が生まれている。さらに5年後の1932年（昭和7年）7月6日には妹の和子（のちの音羽美子）が生まれている。
東海科学専門学校（現東海大学）卒業後、1947年（昭和22年）に新東宝助監督部に入社した。本名の「小野田正彦」で、黒澤明、稲垣浩、並木鏡太郎、冬島泰三らの作品で助監督を務め、1958年（昭和33年）、富士映画製作、若山富三郎主演の中篇映画『楠公二代誠忠録』で監督としてデビュー、同年、現在の「小野田嘉幹」に改名し、『人喰海女』を監督した。翌年5作、さらに翌々年の1960年（昭和35年）には4作を監督し、同年12月8日、『人喰海女』や『女奴隷船』にも出演した同社の女優・三ツ矢歌子と結婚した。
1961年（昭和36年）8月31日に会社が解散、翌日同社を分社化した配給会社・大宝が設立されると、新東宝のプロデューサーだった佐川滉の佐川プロダクションで『黒い傷あとのブルース』を撮ったが、翌年には大宝が業務停止に陥り、小野田は以降、フリーランス・ディレクターとなり、同年からテレビ映画の監督に専念した。
2004年（平成16年）3月24日、11歳年下の妻・三ツ矢歌子と死別、三回忌を迎えた2006年（平成18年）4月に妻の回想録『桜は二度咲いた』を上梓した。
100作を超えるテレビ映画を手がけ、2008年（平成20年）4月11日放映の『剣客商売 - 春の嵐』が2009年10月現在の最新作である。

## フィルモグラフィ

### 新東宝
助監督
- 『唐手三四郎』 : 監督並木鏡太郎、児井プロダクション / 新東宝、1951年 - 「小野田正彦」名義
- 『女の暦』 : 監督久松静児、1954年
- 『快傑修羅王』 : 監督丸根賛太郎、1956年
- 『勝鬨天魔峠』 : 監督丸根賛太郎、1956年
- 『関八州大利根の対決』 : 監督志村敏夫、1957年

監督
- 『楠公二代誠忠録』 : 富士映画 / 新東宝、1958年 - 本名「小野田正彦」で監督デビュー

- 『人喰海女』 Hitogui Ama : 1958年 - 「小野田嘉幹」に改名
- 『裸女と殺人迷路』 : 1959年
- 『東支那海の女傑』 : 1959年
- 『日本ロマンス旅行』 : 1959年
- 『人形佐七捕物帖 鮮血の乳房』 : 1959年
- 『偽りの情事』 : 富士映画 / 新東宝、1959年
- 『女奴隷船』 : 1960年
- 『生首奉行と鬼大名』 : 1960年
- 『太陽と血と砂』 : 1960年
- 『女巌窟王』 : 1960年 - 監督・脚本
- 『女王蜂の逆襲』 : 1961年
- 『俺は都会の山男』 : 1961年
- 『お笑い三人組 泣き虫弱虫かんの虫』 : 1961年
- 『お笑い三人組 怪しい奴にご用心』 : 1961年
- 『黒い傷あとのブルース』 : 佐川プロダクション / 大宝、1961年

### テレビ映画
- 『剣』 : NTV・C.A.L
- 『女が階段を上る時』 : 1970年
- 『オパールとサファイア』（NTV・東宝）
- 『張込み』 : NTV
- 『裸の大将放浪記』 : 関西テレビ・東阪企画
- 『三どしま』 : TBS
- 『鬼平犯科帳』 : NET・東宝、 CX・松竹

松本白鸚から中村吉右衛門まで、監督を担当。末期は監修。
- 『剣客商売』 : CX・東宝、CX・松竹

加藤剛・山形勲から藤田まこと・山口馬木也（スペシャル版を含む）まで、監督を担当。
- 『続・木枯し紋次郎』 : CX・C.A.L
- 『八州犯科帳』 : CX・C.A.L
- 『大盗賊 (テレビドラマ)』 : CX・丹波プロダクション・国際放映
- 『江戸の旋風シリーズ』 : CX・東宝
- 『闇を斬る!大江戸犯科帳』: NTV・ユニオン映画
- 『江戸の用心棒シリーズ（高橋英樹版）』: NTV・ユニオン映画

### 映画
- 『日本人』（出光興産社内研修用映画、1972年制作）： 主人公は木村功演ずる若き日の出光佐三
- 『鬼平犯科帳』 : 松竹・フジテレビジョン / 松竹、1995年
- 『伊能忠敬 子午線の夢』 : 『伊能忠敬』製作営業委員会 / 東映、2001年

## ビブリオグラフィ
国立国会図書館蔵書。
- 『桜は二度咲いた 肺がんと闘い、逝った女優・三ツ矢歌子』、イースト・プレス、2006年4月 ISBN 4872576721

## 註
1. 1 2 3 4 5 6  『桜は二度咲いた 肺がんと闘い、逝った女優・三ツ矢歌子』、イースト・プレス、2006年4月、奥付の公式プロフィール。
2. ↑  #ビブリオグラフィ
3. ↑  テレビドラマデータベース、全文検索の結果、2009年10月21日閲覧。
4. ↑  NDL-OPAC検索結果、国立国会図書館、2009年10月21日閲覧。